# Marianne Maret

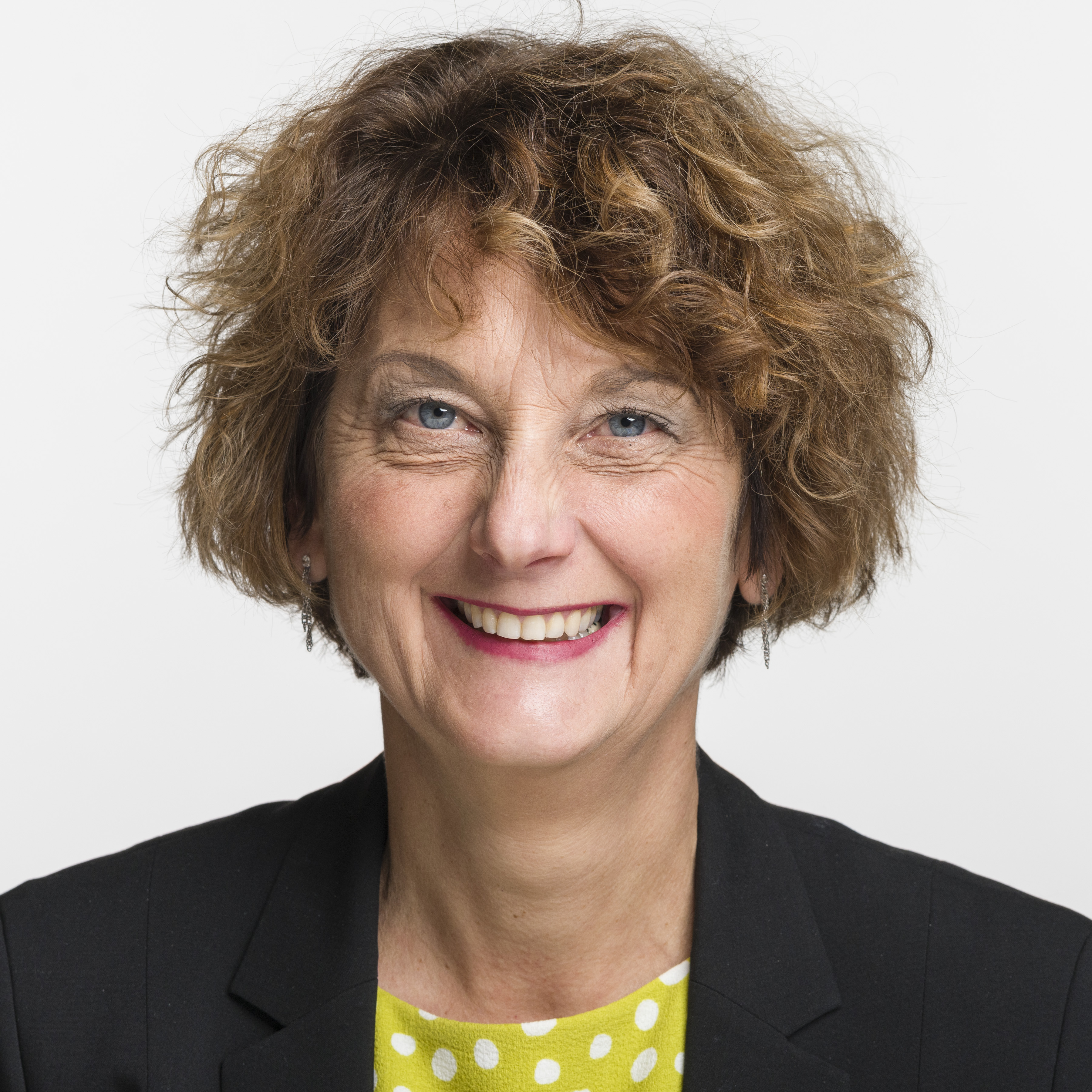
Marianne Maret (2019)

Marianne Maret (* 15. Juni 1958 als Marianne Bachmann in Martigny; heimatberechtigt in Bagnes) ist eine Schweizer Politikerin (Die Mitte, vormals CVP) aus dem Kanton Wallis. Sie war die erste Frau, die den Vorsitz einer Gemeinde im Wallis innehatte. 2019 wurde sie als erste Frau für den Kanton Wallis in den Ständerat gewählt.

## Politische Karriere

### Lokale und kantonale Ebene
Die gelernte Kauffrau widmete sich nach 19 Jahren als Hausfrau ihrer Karriere als Politikerin. Seit 1997 war sie Mitglied des Gemeinderats (Exekutive) von Troistorrents. 2004 wurde sie dort zur Gemeindepräsidentin gewählt. Diese Position hatte sie bis 2012 inne.
2009 wurde Marianne Maret Mitglied des Walliser Grossen Rats. Sie wurde 2013 und 2017 wiedergewählt und war von 2017 bis 2019 Mitglied des Direktoriums. Ihre Rolle sorgte für Kontroversen im Fall des Whistleblowers Joël Rossier.
Von 2009 bis 2013 war sie Präsidentin des Walliser Gemeindebundes. Vom Walliser Staatsrat ernannt, führt sie seit dem 1. Mai 2013 den Vorsitz der Stiftung für die nachhaltige Entwicklung der Bergregionen. Von 2014 bis 2019 war sie Vizepräsidentin der französischsprachigen CVP Wallis.

### Nationale Ebene
2019 trat sie für die CVP neben Beat Rieder als Nachfolgerin für den Ständeratssitz von Jean-René Fournier an. In der ersten Runde erhielt sie 39'660 Stimmen und wurde damit Zweite. Im zweiten Wahlgang trat sie gegen den Sozialdemokraten Mathias Reynard an, den sie mit einer Differenz von 1370 Stimmen schlug. Damit war sie die erste Frau, die den Kanton Wallis im Ständerat vertrat. In ersten Interviews zeigte sie sich überrascht, und Aussagen von ihr lösten einen medialen Shitstorm aus. Sie wurde am 2. Dezember 2019 als Ständerätin vereidigt. In den Wahlen 2023 wurde sie wiedergewählt.

## Privat
Sie ist verheiratet, hat drei leibliche Kinder und ein Adoptivkind und wohnt in Troistorrents.